# Явас
Ява́с (мокш. Яваз) — посёлок городского типа в Зубово-Полянском районе Республики Мордовия, центр городского поселения. Статус посёлка городского типа — с 9 апреля 1959 года.
Население — 5849 чел. (2021)
Расположен в северной части Зубово-Полянского района Республики Мордовия на берегу реки Явас в зоне хвойно-широколиственных лесов.

## История
Основан в 1921 году как центр быстро развивавшейся системы лагерей для заключённых, получившей название Темлаг (Темниковский лагерь), впоследствии Дубравлаг (Дубравный лагерь). Посёлок сохраняет своё значение как один из центров пенитенциарной системы России, в нём находятся учреждения:
- ФКУ ИК-2[2] (для женщин),
- ФКУ ИК-11[3] (для мужчин).

Статус посёлка городского типа присвоен указом Президиума Верховного Совета Мордовской АССР от 9 апреля 1959 года.
Расположен на реке Явас, в 42 км от районного центра и 36 км от железнодорожной станции Потьма. Название-гидроним. Основан в 1930 г. на железнодорожной ветке Потьма — Барашево, которая обслуживала участок по заготовке деловой древесины и дров для г. Москвы. В начале 1930-х гг. посёлок стал центром открытой здесь сети ИТК (см. «Дубравлаг»). В 1931 г. был построен завод по переработке древесины, в 1941—1945 гг. — пошивочный цех. К середине 1950-х гг. были построены школа, гостиница, баня, жилые здания, стадион, обустроен парк, реконструирован Дом культуры. В современном посёлке — управление и 2 ИТК учреждения УИС, КБО, средняя школа, библиотека, Центр культуры, больница, поликлиника; памятник воинам, погибшим в годы Великой Отечественной войны; Серафимо-Саровская церковь. Уроженцы Яваса — Герой России В. Н. Дежуров, Герой России А. Ю. Янклович, генерал-майор милиции Н.Н. Силкин, президент «КС Банка» (банк лишён лицензии) В.И. Грибанов, генеральный директор ОАО «Дормаш» В. И. Девятаев, заслуженный деятель искусств Республики, генерал-майор внутренней службы Мустайкин Л. В.

## В состав Явасского городского поселения входят
- рп Явас
- посёлок Парца
- посёлок Лесной
- посёлок Озёрный

## Промышленность и транспорт
В посёлке несколько промышленных предприятий, связанных, в основном, с пенитенциарной системой УФСИН РФ.
С 1930-х годов существовала железнодорожная станция на ветке Потьма—Барашево. К 2006 году железная дорога, соединявшая поселки Барашево и Потьма, ликвидирована, путь демонтирован.

## Образование
В посёлке работают:
- Федеральное бюджетное образовательное учреждение начального профессионального образования ФСИН России «Профессиональное училище № 113»
- Муниципальное бюджетное образовательное учреждение «Явасская средняя общеобразовательная школа»
- Муниципальное образовательное учреждение «Явасская вечерняя (сменная) средняя общеобразовательная школа при ИК-11»

## Известные люди

### Родившиеся в Явасе
- Дежуров, Владимир Николаевич — военный лётчик, космонавт, Герой Российской Федерации.
- Емельянов, Станислав Валерьевич — российский легкоатлет. Чемпион Европы 2010 года в ходьбе на 20 км.
- Янклович, Александр Юрьевич — офицер спецназа ВВ МВД, Герой Российской Федерации.

### Известные заключённые
- Давлетшина, Хадия Лутфулловна
- Грайнер, Бриттни
- Бахмина, Светлана Петровна
- Осипов, Владимир Николаевич
- Бородин, Леонид Иванович